# Station Lendelede
Station Lendelede is een voormalig spoorwegstation in de gemeente Lendelede. Het lag aan spoorlijn 66, die Brugge met Kortrijk verbindt. Het station werd aangelegd bij de bouw van de spoorlijn in 1846-1847. Er werd een bureauruimte en wachtzaal voorzien, en een pakhuis, wisselhuis en woonhuis voor de bareelwachter.
In 1955 werd het station gesloten voor reizigersverkeer. Het goederenverkeer bleef nog een tijdlang bestaan. Pas in het derde kwart van de 20ste eeuw werd het stationsgebouw afgebroken.
0: Brugge ·
3,2: Sint-Michiels ·
7,2: Loppem ·
10,8: Zedelgem ·
12,9: Veldegem ·
18,9: Torhout ·
23,7: Lichtervelde ·
27,1: Gits ·
29,7: Beveren (Roeselare) ·
32,4: Roeselare ·
34,8: Rumbeke ·
36,7: Kachtem ·
39,3: Izegem ·
42,4: Ingelmunster ·
45,6: Lendelede ·
47,2: Sint-Katerine ·
50,2: Heule ·
51,0: Heule-Leiaarde ·
54,5: Kortrijk